# Kelly Madison
Pour les articles homonymes, voir Madison.
Kelly Madison, née le 26 août 1967 à Newport Beach en Californie, est une actrice, réalisatrice et productrice de films pornographiques américaine.

## Enfance
Issue d'une famille dont le père est cascadeur et la mère comptable, Kelly Madison passe une enfance sans histoire en compagnie de ses deux sœurs plus âgées. Très jeune, elle est intéressée par les garçons et l'anatomie humaine (elle joue au docteur avec sa cousine Janine Lindemulder qui deviendra ensuite une actrice réputée dans le milieu de la pornographie) et elle décide de commencer des études en médecine. Mais son père étant atteint de la maladie d'Alzheimer, elle cesse de suivre les cours de la faculté de médecine pour rester auprès de lui.

## Carrière
À 33 ans, alors qu'elle est représentante dans une société de graphisme, elle se lie d'amitié avec un graphiste, Ryan (alors âgé de 22 ans), employé dans la même société qu'elle. Très vite, cette amitié se transforme en relation sérieuse et le couple se lance dans la création de plusieurs sites internet pornographiques et d'une société de production de films pornographiques : 413 Productions.
Dotée d'une poitrine généreuse (bonnet FF), Kelly Madison est qualifiée de MILF dans l'industrie du porno en raison de nombreuses scènes tournées avec des partenaires plus jeunes. En juin 2006, elle est nommée DanniGirls du mois sur Danni.com. Elle fait également une apparition dans le magazine Score spécialisé dans la photographie de femmes à forte poitrine et elle tient une chronique dans le magazine Juggs. Par ailleurs, elle est nommée pour des AVN Awards dans les catégories « Web Starlet of the Year » et « MILF/Cougar Performer of the Year » en 2009 et dans la catégorie « MILF/Cougar Performer of the Year » en 2010.
En 2020, elle et son mari ont été accusés par 10 actrices du milieu d'avoir tourné des scènes non consensuelles.

## Récompenses
- 2011 : AVN Award Best Web Star
- AVN Hall of Fame (2015)[4]

## Filmographie sélective
- Porn Fidelity 1-11, 2005
- All Ditz And Jumbo Tits 1, 2006
- Big Natural Titties 1,2,3, 2006